# Ацетат диамминмеди(II)
Ацетат диамминмеди(II) — неорганическое соединение,
амминокомплекс соли меди и уксусной кислоты
с формулой [Cu(NH3)2](CH3COO)2,
сине-фиолетовые кристаллы,
разлагается в воде.

## Физические свойства
Ацетат диамминмеди(II) образует сине-фиолетовые кристаллы.
Не растворяется в этаноле.

## См.также
- Ацетаты